# Gotha
Gotha (pronunția germană: [ˈɡoːtaː]) este al cincilea cel mai mare oraș din landul Turingia, Germania, fiind localizat la 20 de km vest de Erfurt, și 25 de km est de Eisenach, cu o populație de aproximativ 44.000 de locuitori. Orașul este capitala districtului Gotha. Dinastia casei de Saxe-Coburg și Gotha își are originile aici și a generat mulți regi și regine în Europa, incluzând casa regală a Regatului Unit, dar și pe cea a Belgiei, a Portugaliei (până la 1910) și a Bulgariei (până la 1946).
În Evul Mediu, Gotha a fost un oraș comercial bogat pe Drumul Regal, iar între 1650 și 1850, Gotha a avut un apogeu cultural ca centru de științe și arte, promovat de ducii de Saxe-Gotha.  Primul duce, Ernest cel Pios, era faimos pentru conducerea sa înțeleaptă. În secolul al XVIII-lea, Almanach de Gotha a fost pentru prima dată publicat în oraș. Cartograful Justus Perthes și enciclopedistul Joseph Meyer au făcut din Gotha un centru conducător al activității editoriale germane în jurul anului 1800. La începutul secolului al XIX-lea, Gotha a fost locul de naștere al activității de asigurări din Germania. Partidul Social Democrat din Germania a fost fondat în Gotha în 1875, prin contopirea a doi predecesori. În acea perioadă Gotha a devenit un centru industrial, cu companii ca Gothaer Waggonfabrik, producător de tramvaie și mai târziu avioane.
Principalele obiective turistice din Gotha sunt castelul Friedenstein (unul dintre cele mai mari castele renascentiste/baroce din Germania), centrul vechi medieval și clădirile Gründerzeit din explozia comercial din secolul al XIX-lea.
Principalele obiective turistice din Gotha sunt castelul Friedenstein (unul dintre cele mai mari castele renascentiste/baroce din Germania), centrul vechi medieval și clădirile Gründerzeit din explozia comercial din secolul al XIX-lea.
Gotha se află în partea de sud a Bazinului Turingic, într-un peisaj plat și agricol.

## Istorie

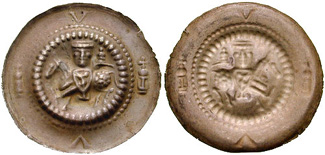
O monedă din Gotha, din secolul al XIII-lea

### Evul Mediu
Gotha a existat cel puțin din secolul al VIII-lea, când a fost menționat într-un document semnat de Carol cel Mare drept Villa Gotaha (în germana veche: gotaha, care înseamnă „ape bune”) în 775. Prima așezare a fost probabil localizată în jurul Hersdorfplatz-ului de astăzi. În timpul secolului al XI-lea, Ludowingienii din apropiere au căpătat satul și au stabilit orașul la sfârșitul secolului al XII-lea, Gotha devenind al doilea cel mai important oraș al lor după Eisenach. Orașul a generat bogăție, pentru că era amplasat convenabil la intersecția a două importante rute comerciale de lungă distanță: Drumul Regal de la Mainz și Frankfurt la Leipzig și Breslau și o rută nord-sud de la Mühlhausen peste Munții Pădurea Turingiei, până la Franconia. Una dintre cele mai vechi dovezi ale comerțului interns din oraș este „depozitul de monede Gotha” cu aproape 800 de bracteate, înmormântate în 1185 în centrul orașului.  În 1180, Gotha a fost menționat pentru prima dată ca oraș, atunci când zona dintre Brühl și Jüdenstraße', a devenit nucleul dezvoltării urbane, evidențiind prezența timpurie a evreilor în orașul ăsta vechi comercial.
1. ↑  Alle politisch selbständigen Gemeinden mit ausgewählten Merkmalen am 31.12.2018 (4. Quartal) (în germană), Statistisches Bundesamt[*], arhivat din original la 10 martie 2019, accesat în 10 martie 2019